# Oscar Crino
Oscar Crino (Buenos Aires, 9 agosto 1962) è un ex calciatore ed ex giocatore di calcio a 5 australiano, di ruolo centrocampista.

## Carriera

### Calcio a 5
Utilizzato nel ruolo di giocatore di movimento, come massimo riconoscimento in carriera vanta la partecipazione, con la Nazionale maschile di calcio a 5 dell'Australia, al FIFA Futsal World Championship 1989 in cui la nazionale australiana non ha superato il primo turno, affrontando Stati Uniti, Italia e Zimbabwe. Crino è stato il secondo miglior marcatore dell'Australia dietro il compagno Paul Trimboli, con due reti in tre gare.